# Jelena Mikhajlitjenko
Jelena Mikhajlitjenko (russisk: Елена Анатольевна Михайличенко tr. Jelena Anatoljevna Mikhajlitjenko ; født 14. september 2001 i Toljatti, Rusland) er en kvindelig russisk håndboldspiller, som spiller for CSKA Moskva og Ruslands kvindehåndboldlandshold.
I september 2018 blev hun udnævnt af EHF, som en af de 20 mest lovende talenter i fremtiden, som er værd at holde øje med.
Hun var med til at vinde OL-sølv i håndbold for Rusland, ved Sommer-OL 2020 i Tokyo, efter finalenederlag over Frankrig, med cifrene 25–30.